# 1612
| 1612               |
| ------------------ |
| Dødsfald - Fødsler |
| • Begivenheder     |

| Gregoriansk kalender | 1612 MDCXII             |
| Ab urbe condita      | 2365                    |
| Armensk kalender     | 1061 ԹՎ ՌԿԱ             |
| Kinesiske kalender   | 4308 – 4309 辛亥 – 壬子 |
| Etiopisk kalender    | 1604 – 1605             |
| Jødisk kalender      | 5372 – 5373             |
| Hindukalendere       |                         |
| - Vikram Samvat      | 1667 – 1668             |
| - Shaka Samvat       | 1534 – 1535             |
| - Kali Yuga          | 4713 – 4714             |
| Iransk kalender      | 990 – 991               |
| Islamisk kalender    | 1021 – 1022             |

Konge i Danmark: Christian 4. 1588-1648 – Danmark i krig: Kalmarkrigen 1611-1613.
Se også 1612 (tal)

## Begivenheder
- 20. januar-4. november - Et folkeligt oprør ledet af Kuzma Minin og fyrst Dmitrij Pozjarskij fordriver tropper fra Den polsk-litauiske realunion

### Marts
- 2. marts - Kosakkerne anerkender Falske Dmitrij 3. som Ruslands zar

### Juni
- 13. juni - Ærkehertug Matthias vælges til kejser over det tysk-romerske rige efter broderen Rudolf 2.s død

### August
- 24. august - Johanne Thomes dømmes i Køge til døden på bålet for trolddom. Dette blev starten på hekseprocessen 'Køge Huskors'

### Oktober
- 27. oktober - Forvirringens tid i Zar-Rusland nærmer sig afslutningen, da tropper fra Den polsk-litauiske realunion kapitulerer i Kreml i Moskva efter en folkeopstand

### December
- 28. december - Galileo Galilei bliver den første astronom, der observerer planeten Neptun, selvom han fejlagtigt kategoriserer den som en fiksstjerne

### udateret
- Bermuda bliver koloniseret af englænderne

## Dødsfald
- 20. januar – Rudolf 2. (Tysk-romerske rige)